# كلاتة محمد سلطان (كاهشنغ)
كلاتة محمد سلطان (بالفارسية: کلاته محمدسلطان) هي مستوطنة تقع في إيران في قسم كاهشنغ الريفي. يقدر عدد سكانها بـ 102 نسمة .